# Música de Neon Genesis Evangelion
La serie de Neon Genesis Evangelion (新世紀エヴァンゲリオン Shin Seiki Evangerion?) posee numerosos álbumes de banda sonora, remixes y compilaciones. Shiro Sagisu compuso la mayoría de la música de la serie de televisión como las películas que le sucedieron. Por los tres álbumes del BSO de la serie de televisión, Sagisu recibió el premio Animation Kobe 1997 por la "Mejor banda sonora". King Records y su sello Starchild (especializados en música, animación y rodaje) distribuyeron la mayoría de los álbumes, sencillos y box sets.  Para el anime, Yōko Takahashi interpretó "Cruel Angel's Thesis" que fue usado como el tema de apertura de la serie. La canción "Fly Me to the Moon" de Bart Howard fue cantada en diversas versiones por las seiyuus femeninas como tema de cierre. También se añadieron nuevos temas a las películas Evangelion: Death and Rebirth, The End of Evangelion y la tetralogía Rebuild of Evangelion.

## Temas

### A Cruel Angel's Thesis
"A Cruel Angel's Thesis" (残酷な天使のテーゼ Zankoku na Tenshi no Tēze?, "Zankoku na Tenshi no These" en Japón) es el tema de entrada del anime. Fue compuesto por Hidetoshi Sato y cantado por Yōko Takahashi. Se usaron dos versiones instrumentales llamadas "The Heady Feeling of Freedom" y "Good, or Don't Be" en el episodio final titulado "Take care of yourself", la segunda para violín, piano y guitarra. El sencillo se lanzó el 25 de octubre de 1995 con el código KIDA-116 y alcanzó el puesto 17 en Oricon, además de permanecer en él 61 veces.

### Fly Me to the Moon
"Fly Me to the Moon" (lit. Llévame volando a la Luna) es el tema de cierre del anime. Es interpretada principalmente por Claire Littley, Yoko Takahashi y Megumi Hayashibara, si bien varios artistan, incluidas seiyuus del elenco, han versionado la canción. También se utilizó en un tráiler de Evangelion: 1.0 You Are (Not) Alone en la voz de Hikaru Utada.
Originalmente fue una canción tradicional pop escrita por Bart Howard en 1954 e introducida en los cabarés por Felicia Sanders. Llamada en un inicio "In Other Words", se hizo conocida popularmente como "Fly Me to the Moon" por su primera línea y luego de algunos años se le cambió el nombre oficialmente

### Tamashii no Refrain
"Tamashii no Refrain" (魂のルフラン Tamashii no Rufuran?) fue el tema usado en Evangelion: Death and Rebirth. El sencillo se lanzó el 21 de febrero de 1997, Yoko Takahashi la incluyó luego en su álbum Li-La publicado 6 de noviembre de 1997.

### Komm, süsser Tod
"Komm, süsser Tod" (alemán, también escrito "Komm, süßer Tod"; Come, Sweet Death en inglés; 甘き死よ、来たれ en japonés, lit. Ven, dulce muerte) es un tema de The End of Evangelion cantado en inglés por Arianne junto a piano, órgano Hammond y cuerdas arregladas por Shiro Sagisu. Posee un sonido similar a "Hey Jude" de The Beatles.
Hideaki Anno escribió las letras en japonés de esta canción y  "Everything You've Ever Dreamed", la que también fue cantada por Arianne y fue compuesta por Shiro Sagisu. Aunque no se usó en la banda sonora, se publicó en el álbum Refrain of Evangelion. Las letras de las canciones fueron adaptadas al inglés por Mike Wyzgowski.
Super Robot Wars Alpha 3 usó una versión instrumental en referencia a Evangelion. Irónicamente, la canción suena durante una versión mucho más optimista de los eventos de End of Evangelion, en la que Shinji y Asuka rescatan a Rei y evitan el Proyecto de instrumentalidad.

### Thanatos (If I Can't Be Yours)
"Thanatos (If I Can't Be Yours)" (estilizado "THANATOS-IF I CAN'T BE YOURS-" en Japón) fue interpretada por LOREN & MASH y compuesta por Shiro Sagisu. Sonó dos veces en The End of Evangelion: al final de «Air» y de «Magakoro wo, kimi ni». Loren y Mash también han participado en otros temas. En el caso de Loren, se incluye "Komm, süsser Tod Tumbling Down Remix" y otras canciones de Evangelion: Vox. Por su parte, Mash también cantó varias canciones en Evangelion: Vox, incluyendo "X-plicit" y "Armageddon", una versión rap de Canon en D de Pachalbel.

### Beautiful World
"Beautiful World" es el vigesimosexto sencillo japonés de Utada Hikaru y su decimonoveno general. Se lanzó el 29 de agosto de 2007 y fue usado como tema promocional y de cierre de Evangelion: 1.0 You Are (Not) Alone. Alcanzó el puesto n.º 2 en la lista de sencillos de Lricon y permaneció en el durante 26 semanas.
En mayo de 2009, Utada anunció su regreso a Rebuild of Evangelion, lo que se concretó en "Beautiful World (Planitb Acoustica Mix)", tema usado en los créditos de Evangelion: 2.0 You Can (Not) Advance

### Sakura Nagashi
«Sakura Nagashi» (桜流?) es el tema de cierre de Evangelion: 3.0 You Can (Not) Redo en la voz de Hikaru Utada. Su cocompositor, Paul Carter, subió a su canal de YouTube una versión en piano.

## Álbumes de banda sonora

### Neon Genesis Evangelion
Neon Genesis Evangelion es el primer álbum de banda sonora del anime. Fue producido por Hideaki Anno y se lanzó bajo el sello de King Record Starchild con el número de catálogo KICA-286 el 22 de noviembre de 1995. Se grabó el 6 de diciembre de 1995- Alcanzó el puesto número 12 en la lista de álbumes de Oricon y estuvo en él por 22 semanas. Fue relanzado en DVD-Audio el 22 de diciembre de 2004 con número de catálogo KIAW-21. El álbum fue publicado en Estados Unidos por Geneon Entertainment el 1 de enero de 2004.
El primer tema es la versión "Director's Edit" del opening "A Cruel Angel's Thesis" cantada por Yoko Takahashi con letras de Neko Oikawa. Las dos pistas siguientes son dos versiones de "Fly Me to the Moon". El tema de cierre fue grabado en Abbey Road Studios e interpretado por separado por Claire y Yoko Takahashi. En el cuadernillo se encuentran las letras de ambos temas.

Toda la música compuesta por Shiro Sagisu si no se especifica. 
| Track listing: Neon Genesis Evangelion |                                                                                                   |             |                |                 |          |  |
| N.º                                    | Título                                                                                            | Letras      | Música         | Arrangements    | Duración |  |
| 1.                                     | «A Cruel Angel's Thesis (Director's Edit Version)» (残酷な天使のテーゼ Zankoku na Tenshi no Tēze) | Neko Oikawa | Yoko Takahashi | Toshiyuki Ōmori | 4:02     |  |
| 2.                                     | «Fly Me to the Moon»                                                                              | Bart Howard | Claire         | Toshiyuki Ōmori | 4:31     |  |
| 3.                                     | «Angel Attack»                                                                                    |             |                |                 | 2:29     |  |
| 4.                                     | «Rei I»                                                                                           |             |                |                 | 2:57     |  |
| 5.                                     | «Hedgehog's Dilemma»                                                                              |             |                |                 | 2:45     |  |
| 6.                                     | «Barefoot in the Park»                                                                            |             |                |                 | 2:34     |  |
| 7.                                     | «Ritsuko»                                                                                         |             |                |                 | 3:01     |  |
| 8.                                     | «Misato»                                                                                          |             |                |                 | 1:31     |  |
| 9.                                     | «Asuka Strikes!»                                                                                  |             |                |                 | 2:24     |  |
| 10.                                    | «NERV»                                                                                            |             |                |                 | 1:57     |  |
| 11.                                    | «Tokyo-3»                                                                                         |             |                |                 | 2:23     |  |
| 12.                                    | «I. Shinji»                                                                                       |             |                |                 | 2:00     |  |
| 13.                                    | «EVA-01»                                                                                          |             |                |                 | 2:46     |  |
| 14.                                    | «A Step Forward Into Terror»                                                                      |             |                |                 | 1:56     |  |
| 15.                                    | «EVA-02»                                                                                          |             |                |                 | 1:57     |  |
| 16.                                    | «Decisive Battle»                                                                                 |             |                |                 | 2:22     |  |
| 17.                                    | «EVA-00»                                                                                          |             |                |                 | 1:49     |  |
| 18.                                    | «The Beast»                                                                                       |             |                |                 | 1:38     |  |
| 19.                                    | «Marking Time, Waiting for Death»                                                                 |             |                |                 | 2:42     |  |
| 20.                                    | «Rei II»                                                                                          |             |                |                 | 2:54     |  |
| 21.                                    | «Fly Me to the Moon» (versión instrumental)                                                       |             | Bart Howard    |                 | 2:57     |  |
| 22.                                    | «Next Episode (30 Second Version)» (次回予告 Jikai Yokoku)                                        |             |                |                 | 0:31     |  |
| 23.                                    | «Fly Me to the Moon (Yoko Takahashi Acid Bossa Version)»                                          | Bart Howard | Yoko Takahashi | Toshiyuki Ōmori | 3:49     |  |

### Neon Genesis Evangelion II
Neon Genesis Evangelion II es el segundo álbum de banda sonora del anime. Su productor fue Hideaki Anno y su compositor principal Shiro Sagisu. Se lanzó bajo el sello Starchild y el número de catálogo KICA-290 el 16 de febrero de 1996. Alcanzó el número 4 en la lista de álbumes de Oricon, donde estuvo por 15 semanas. Se relanzó en DVD-Audio con el código KIAW-22 el 22 de diciembre de 2004.

Toda la música compuesta por Shiro Sagisu si no se especifica. 
| Track listing: Neon Genesis Evangelion II |                                                                  |                         |                                  |                    |          |  |
| N.º                                       | Título                                                           | Letras                  | Música                           | Vocals             | Duración |  |
| 1.                                        | «A Vision»                                                       | Neko Oikawa             | Hidetoshi Satō                   | Yoko Takahashi     | 4:53     |  |
| 2.                                        | «A Cruel Angel's Thesis (TV Size Version)»                       | Neko Oikawa             | Hidetoshi Satō, Toshiyuki Ohmori | Yoko Takahashi     | 1:31     |  |
| 3.                                        | «Borderline Case»                                                |                         |                                  |                    | 2:19     |  |
| 4.                                        | «A Crystalline Night Sky»                                        |                         |                                  |                    | 2:19     |  |
| 5.                                        | «Angel Attack II»                                                |                         |                                  |                    | 1:59     |  |
| 6.                                        | «Angel Attack III»                                               |                         |                                  |                    | 2:23     |  |
| 7.                                        | «Both of You, Dance Like You Want to Win!»                       |                         |                                  |                    | 1:50     |  |
| 8.                                        | «Waking up in the morning»                                       |                         |                                  |                    | 1:28     |  |
| 9.                                        | «Background Music»                                               |                         |                                  |                    | 1:55     |  |
| 10.                                       | «A Moment When Tension Breaks»                                   |                         |                                  |                    | 4:10     |  |
| 11.                                       | «The Day Tokyo-3 Stood Still»                                    |                         |                                  |                    | 1:40     |  |
| 12.                                       | «Spending Time in Preparation»                                   |                         |                                  |                    | 2:21     |  |
| 13.                                       | «She said, 'Don't make others suffer for your personal hatred'.» |                         |                                  |                    | 1:53     |  |
| 14.                                       | «Magmadiver»                                                     |                         |                                  |                    | 2:23     |  |
| 15.                                       | «Pleasure Principle»                                             |                         |                                  |                    | 3:48     |  |
| 16.                                       | «The Beast II»                                                   |                         |                                  |                    | 2:18     |  |
| 17.                                       | «Thanatos»                                                       |                         |                                  |                    | 3:29     |  |
| 18.                                       | «Rei III»                                                        |                         |                                  |                    | 3:42     |  |
| 19.                                       | «When I Find Peace of Mind»                                      |                         |                                  |                    | 3:32     |  |
| 20.                                       | «Fly Me to the Moon (TV Size Version)»                           | Bart Howard             | Toshiyuki Ohmori                 | Claire             | 1:08     |  |
| 21.                                       | «Fly Me to the Moon (#5 Remix)»                                  | Bart Howard             | Toshiyuki Ohmori                 | Megumi Hayashibara | 1:09     |  |
| 22.                                       | «Fly Me to the Moon (#6 Remix)»                                  | Bart Howard             | Toshiyuki Ohmori                 | Megumi Hayashibara | 1:08     |  |
| 23.                                       | «Next Episode» (F-2 15 秒バージョン)                             |                         |                                  |                    | 0:17     |  |
| 24.                                       | «Fly Me to the Moon (Aya Bossa Techno Version)»                  | Bart Howard             | Tony Orly                        | Yoko Takahashi     | 3:49     |  |
| 25.                                       | «Fly Me to the Moon (Aki Jungle Version)»                        | Bart Howard, J. J. ケイ | Tony Orly                        | Yoko Takahashi     | 4:34     |  |

### Neon Genesis Evangelion III
Neon Genesis Evangelion III es el tercer álbum de banda sonora del anime. El álbum alcanzó el puesto número 1 de la lista de álbumes de Oricon, además de 11 apariciones. Fue compuesto por Shiro Sagisu y producido por Hideaki Anno. Starchild lo publicó el 22 de mayo de 1996 y posteriormente lo hizo también Geneon Anime Music el 3 de agosto de 2004.

Toda la música compuesta por Shiro Sagisu si no se especifica.. 
| Lista de canciones: Neon Genesis Evangelion III |                                                                                    |             |                                  |                |          |  |
| N.º                                             | Título                                                                             | Letras      | Música                           | Vocals         | Duración |  |
| 1.                                              | «Happiness Is the Smell of Sin»                                                    | Neko Oikawa | Toshiyuki Ohmori                 | Yoko Takahashi | 4:36     |  |
| 2.                                              | «Eternal Embrace»                                                                  | Neko Oikawa | Yoko Takahashi, Toshiyuki Ohmori | Yoko Takahashi | 5:23     |  |
| 3.                                              | «Normal Blood»                                                                     |             |                                  |                | 1:56     |  |
| 4.                                              | «Harbinger of Tragedy»                                                             |             |                                  |                | 1:38     |  |
| 5.                                              | «Childhood Memories, Shut Away»                                                    |             |                                  |                | 0:35     |  |
| 6.                                              | «Those women longed for the touch of others' lips, and thus invited their kisses.» |             |                                  |                | 2:19     |  |
| 7.                                              | «Background Music II»                                                              |             |                                  |                | 1:33     |  |
| 8.                                              | «Background Music III»                                                             |             |                                  |                | 2:32     |  |
| 9.                                              | «In the Depths of Human Hearts»                                                    |             |                                  |                | 2:22     |  |
| 10.                                             | «Hostility Restrained»                                                             |             |                                  |                | 1:37     |  |
| 11.                                             | «Three of Me, One of Someone Else»                                                 |             |                                  |                | 2:19     |  |
| 12.                                             | «Crime of Innocence»                                                               |             |                                  |                | 2:25     |  |
| 13.                                             | «The Sorrow of Losing the Object of One's Dependence»                              |             |                                  |                | 1:31     |  |
| 14.                                             | «Do You Love Me?»                                                                  |             |                                  |                | 2:20     |  |
| 15.                                             | «Separation Anxiety»                                                               |             |                                  |                | 2:26     |  |
| 16.                                             | «Introjection»                                                                     |             |                                  |                | 2:25     |  |
| 17.                                             | «Depression»                                                                       |             |                                  |                | 2:34     |  |
| 18.                                             | «Splitting of the Breast»                                                          |             |                                  |                | 2:14     |  |
| 19.                                             | «Infantile Dependence, Adult Dependency»                                           |             |                                  |                | 3:00     |  |
| 20.                                             | «Mother Is the First Other»                                                        |             |                                  |                | 2:24     |  |
| 21.                                             | «The Heady Feeling of Freedom»                                                     |             |                                  |                | 1:48     |  |
| 22.                                             | «Good, or Don't Be.»                                                               |             |                                  |                | 1:22     |  |
| 23.                                             | «Fly Me to the Moon (Yoko Takahashi TV Size Version)»                              |             |                                  |                | 1:08     |  |
| 24.                                             | «Fly Me to the Moon (4 Beat TV Size Version)»                                      |             |                                  |                | 1:08     |  |
| 25.                                             | «Fly Me to the Moon (Aya Bossa Techno TV Size Version)»                            |             |                                  |                | 1:07     |  |
| 26.                                             | «Fly Me to the Moon (Yoko Takahashi Acid Bossa TV Size Version)»                   |             |                                  |                | 1:07     |  |
| 27.                                             | «Fly Me to the Moon (4 Beat Off Vocal TV Size Version)»                            |             |                                  |                | 1:07     |  |
| 28.                                             | «Fly Me to the Moon (Off Vocal TV Size Version)»                                   |             |                                  |                | 1:07     |  |
| 29.                                             | «Fly Me to the Moon (Aki Jungle TV Size Version)»                                  |             |                                  |                | 1:07     |  |
| 30.                                             | «Fly Me to the Moon (B-22A Type TV Size Version)»                                  |             |                                  |                | 1:07     |  |
| 31.                                             | «Fly Me to the Moon (Rei (#23) TV Size Version)»                                   |             |                                  |                | 1:09     |  |
| 32.                                             | «Fly Me to the Moon (Rei (#25) TV Size Version)»                                   |             |                                  |                | 1:09     |  |
| 33.                                             | «Fly Me to the Moon (Rei (#26) TV Size Version)»                                   |             |                                  |                | 1:09     |  |
| 34.                                             | «Fly Me to the Moon (Aya London Beat Version)»                                     |             |                                  |                | 8:15     |  |

### Evangelion Death
Evangelion: Death es un álbum de BSO lanzado el 11 de junio de 1997 por Star Child con la música de la primera parte de Evangelion: Death and Rebirth. Llegó al puesto número 1 en la lista de álbumes de Oricon. Shiro Sagisu compuso la mayoría de la música. Contiene varias pistas de afinación y solos de cuerda que fueron interpretados por los pilotos en la película. El disco incluye las pistas bonus "False Regeneration", usada en Rebirth, y Requiem de Giuseppe Verdi. El álbum ya no se produce..

Toda la música compuesta por Shirō Sagisu si no se especifica. 
| Track listing: Evangelion Death |                                                                                      |                       |          |  |
| N.º                             | Título                                                                               | Música                | Duración |  |
| 1.                              | «Cello - Fourth Chord Tuning» (チェロ――第四弦 調弦 Chero - Daiyongen Chōgen)         |                       | 0:25     |  |
| 2.                              | «Suiten Fur Violincello Solo Nr. 1 G-dur, BWV. 1007 1. Vorspiel 1. Vorspiel»         | Johann Sebastian Bach | 0:42     |  |
| 3.                              | «Dvořák: Original Complete Version»                                                  | Antonín Dvořák        | 0:33     |  |
| 4.                              | «Violin - Second Chord Tuning» (ヴァイオリン――第二弦 調弦 Vaiorin - Dainigen Chōgen) |                       | 0:22     |  |
| 5.                              | «Partita III für Violine solo E-Dur, BWV 1006 3. Gavotte en Rondeau»                 | Johann Sebastian Bach | 0:22     |  |
| 6.                              | «Viola - Third Chord Tuning» (ヴィオラ――第三弦 調弦 Viora - Daisangen Chōgen)        |                       | 1:08     |  |
| 7.                              | «Substitute for Gentleness» (優しさの代理 Yasashisa no Dairi)                        |                       | 0:25     |  |
| 8.                              | «Tears Toward Oneself» (吾への、涙 Ware e no Namida)                                 |                       | 2:05     |  |
| 9.                              | «Tuning to Imperfection» (未了への、調律 Miryō ee no, Chōritsu)                      |                       | 0:17     |  |
| 10.                             | «Canon en re mayor (Quartet)»                                                        | Johann Pachelbel      | 4:58     |  |
| 11.                             | «The Sorrow of Losing the Object of One's Dependence II»                             |                       | 1:32     |  |
| 12.                             | «Reliance Leading to Falsehood» (虚妄への、依存 Kyomō he no, Izon)                   |                       | 1:47     |  |
| 13.                             | «A Fragile Ego Border» (脆弱な、自我境界 Zeijaku na, Jiga Kyōkai)                    |                       | 2:10     |  |
| 14.                             | «Canon en re mayor (Strings Orchestra)»                                              | Johann Pachelbel      | 5:06     |  |
| 15.                             | «False Regeneration» (偽りの、再生 Itsuwari no, Saisei)                              |                       | 2:25     |  |
| 16.                             | «Dies Irae [Requiem]»                                                                | Giuseppe Verdi        | 37:04    |  |

### The End of Evangelion
The End of Evangelion es el álbum de la película homónima de 1997. Su música fue compuesta y dirigida por Shiro Sagisu. Contiene su tema de cierre además de Air on the G String y Herz und Mund und Tat und Leben, BWV 147 de Johann Sebastian Bach. Starchild de King Records lo publicó el 26 de septiembre de 1997, alcanzado el tercer puesto en la lista de álbumes de Oricon. Geneon Entertainment lo publicó el 11 de mayo de 2004 en Norteamérica.

Toda la música compuesta por Shirō Sagisu except where otherwise noted. 
| Track listing: The End of Evangelion | |                                            |                                               |          |  |
| N.º                                  | Título | Letras                                     | Música                                        | Duración |  |
| 1.                                   | «Interference of Others» (他人の干渉 Tanin no Kanshō)                                                                  |                                            |                                               | 2:17     |  |
| 2.                                   | «The End of Midsummer» (真夏の終演 Manatsu no Shūen)                                                                   |                                            |                                               | 2:20     |  |
| 3.                                   | «Emergency Evacuation to Regression» (退行への緊急避難 Taikō he no Kinkyūhinan)                                        |                                            |                                               | 4:14     |  |
| 4.                                   | «False Regeneration» (偽りの、再生 Itsuwari no, Saisei. This is a different mix than that found on "Evangelion Death") |                                            |                                               | 2:26     |  |
| 5.                                   | «Substitute Invasion» (身代わりの侵入 Migawari no Shinnyū)                                                             |                                            |                                               | 3:26     |  |
| 6.                                   | «II Air [Orchestral Suite No. 3 in D Major, BWV 1068]»                                                                 |                                            | Johann Sebastian Bach                         | 3:21     |  |
| 7.                                   | «The Flow of Emptiness» (空しき流れ Munashiki Nagare)                                                                  |                                            |                                               | 6:14     |  |
| 8.                                   | «Thanatos -If I Can't Be Yours-»                                                                                       | Mash                                       | Loren & Mash                                  | 4:49     |  |
| 9.                                   | «Escape to The Beginning» (始まりへの逃避 Hajimari he no Tōhi)                                                         |                                            |                                               | 4:56     |  |
| 10.                                  | «Honeymoon with Anxiety» (不安との密月 Fuan to no Mitsugetsu)                                                          |                                            |                                               | 1:36     |  |
| 11.                                  | «Komm, süsser Tod (M-10 Director's Edit Version)»                                                                      | Hideaki Anno, Mike Wyzgowski, Shirō Sagisu | Arianne                                       | 7:42     |  |
| 12.                                  | «Jesus bleibet meine Freude [Herz und Mund und Tat und Leben, BWV 147]»                                                |                                            | Jan Panenka, Johann Sebastian Bach, Myra Hess | 4:47     |  |
| 13.                                  | «Expansion of Blockade» (閉塞の拡大 Heisoku no Kakudai)                                                                |                                            |                                               | 6:51     |  |
| 14.                                  | «Gap of Dream» (夢のスキマ Yume no Sukima)                                                                             |                                            |                                               | 1:24     |  |

### Neon Genesis Evangelion: S² Works
Neon Genesis Evangelion: S² Works es una caja recopilatoria del anime Neon Genesis Evangelion y sus dos primeras películas, Evangelion: Death and Rebirth y The End of Evangelion. Se publicó en edición limitadas de siete discos el 4 de diciembre de 1998. Alcanzó el puesto 38 en la lista de álbumes de Oricon, donde tuvo dos apariciones en total. Fue distribuido por King Record y fue compuesta principalmente por Shiro Sagisu. Adicionalmente a las pistas incluidas en álbumes anteriores, incluye muchos temas no usados y nuevos mixes y arreglos. Su título deriva de Super Selenoide, el órgano/motor interno y fuente de infinita energía de los Ángeles.

Toda la música compuesta por Shirō Sagisu si no se especifica. 
| Lista de canciones: Neon Genesis Evangelion: S² Works (CD1) | |              |          |  |
| N.º                                                         | Título                                                                                                 | Escritor(es) | Duración |  |
| 1.                                                          | «Rei I»                                                                                                |              | 2:24     |  |
| 2.                                                          | «Background music»                                                                                     |              | 1:57     |  |
| 3.                                                          | «NERV»                                                                                                 |              | 1:33     |  |
| 4.                                                          | «A-3» (Without Harp)                                                                                   |              | 1:58     |  |
| 5.                                                          | «A-3» (Rhythm Only)                                                                                    |              | 1:57     |  |
| 6.                                                          | «Borderline case»                                                                                      |              | 2:21     |  |
| 7.                                                          | «Do You Love Me?»                                                                                      |              | 2:21     |  |
| 8.                                                          | «A-5»                                                                                                  |              | 2:16     |  |
| 9.                                                          | «I. Shinji»                                                                                            |              | 2:02     |  |
| 10.                                                         | «Angel Attack II»                                                                                      |              | 2:00     |  |
| 11.                                                         | «A-7» (Rhythm and Synth)                                                                               |              | 2:00     |  |
| 12.                                                         | «A-7» (Synth Only)                                                                                     |              | 2:00     |  |
| 13.                                                         | «Bridge»                                                                                               |              | 0:47     |  |
| 14.                                                         | «A-8»                                                                                                  |              | 3:29     |  |
| 15.                                                         | «Angel Attack III»                                                                                     |              | 2:26     |  |
| 16.                                                         | «A-9» (Synth Only)                                                                                     |              |          |  |
| 17.                                                         | «Mother Is the First Other»                                                                            |              | 2:26     |  |
| 18.                                                         | «Splitting of the Breast» (Synth Voice Only)                                                           |              | 2:16     |  |
| 19.                                                         | «Deppression»                                                                                          |              | 2:36     |  |
| 20.                                                         | «A-11» (Synth Voice Only)                                                                              |              | 1:23     |  |
| 21.                                                         | «Introjection»                                                                                         |              | 2:27     |  |
| 22.                                                         | «Separation Anxiety»                                                                                   |              | 2:28     |  |
| 23.                                                         | «A-13» (Rhythm Only)                                                                                   |              | 2:28     |  |
| 24.                                                         | «Hedgehog's Dilemma»                                                                                   |              | 2:48     |  |
| 25.                                                         | «In the Depths of Human Hearts»                                                                        |              | 2:24     |  |
| 26.                                                         | «Background Music III»                                                                                 |              | 2:34     |  |
| 27.                                                         | «Fly Me to the Moon»                                                                                   | Bart Howard  | 2:59     |  |
| 28.                                                         | «Those women longed for the touch of others' lips, and thus invited their kisses.» (Strings and Piano) | Bart Howard  | 2:21     |  |
| 29.                                                         | «B-4» (Strings)                                                                                        | Bart Howard  | 1:23     |  |
| 30.                                                         | «B-4» (Piano)                                                                                          | Bart Howard  | 1:11     |  |
| 31.                                                         | «B-4» (Guitar and Piano)                                                                               | Bart Howard  | 1:12     |  |
| 32.                                                         | «The Sorrow of Losing the Object of One's Dependence II» (Guitar and Piano/Lonely)                     | Bart Howard  | 1:34     |  |
| 33.                                                         | «B-4 The Sorrow of Losing the Object of One's Dependence» (Piano/Lonely)                               | Bart Howard  |          |  |

| Lista de canciones: Neon Genesis Evangelion: S² Works (CD2) |                                              |              |          |  |
| N.º                                                         | Título                                       | Escritor(es) | Duración |  |
| 1.                                                          | «B-5»                                        |              | 3:08     |  |
| 2.                                                          | «B-6»                                        |              | 1:57     |  |
| 3.                                                          | «When I Find Peace of Mind»                  |              | 3:35     |  |
| 4.                                                          | «B-8»                                        |              | 2:33     |  |
| 5.                                                          | «B-9 Infantile Dependence, Adult Dependency» |              | 3:02     |  |
| 6.                                                          | «B-9» (Without Rhythm)                       |              | 3:02     |  |
| 7.                                                          | «B-10»                                       |              | 2:13     |  |
| 8.                                                          | «B-10» (Without Guitar)                      |              | 2:13     |  |
| 9.                                                          | «Both of You, Dance Like You Want to Win!»   |              | 1:52     |  |
| 10.                                                         | «B-13»                                       |              | 1:42     |  |
| 11.                                                         | «The Day Tokyo-3 Stood Still»                |              | 1:42     |  |
| 12.                                                         | «B-15»                                       |              | 2:16     |  |
| 13.                                                         | «B-16» (Misato)                              |              | 1:34     |  |
| 14.                                                         | «B-16» (Rhythm Only)                         |              | 1:33     |  |
| 15.                                                         | «B-17 Asuka Strikes!»                        |              | 2:23     |  |
| 16.                                                         | «B-17» (Rhythm Only)                         |              | 2:23     |  |
| 17.                                                         | «B-18»                                       | Bart Howard  | 2:12     |  |
| 18.                                                         | «B-18» (Only Flute)                          | Bart Howard  | 2:12     |  |
| 19.                                                         | «B-18» (Slow Tempo)                          | Bart Howard  | 2:25     |  |
| 20.                                                         | «B-18» (Slow Tempo/Only Flute)               | Bart Howard  | 2:26     |  |
| 21.                                                         | «B-19»                                       |              | 1:34     |  |
| 22.                                                         | «Rei II»                                     |              | 2:57     |  |
| 23.                                                         | «C-1»                                        |              | 2:47     |  |
| 24.                                                         | «C-1» (Without Latin Percussion)             |              | 2:47     |  |
| 25.                                                         | «Barefoot in the Park»                       |              | 2:37     |  |
| 26.                                                         | «C-3»                                        |              | 2:15     |  |
| 27.                                                         | «C-4 Waking up in the morning»               |              | 1:31     |  |
| 28.                                                         | «C-5 RITSUKO»                                |              | 3:04     |  |
| 29.                                                         | «A Crystalline Night Sky»                    |              | 2:22     |  |
| 30.                                                         | «Tokyo-3»                                    |              | 2:25     |  |
| 31.                                                         | «D-1»                                        |              | 0:30     |  |
| 32.                                                         | «D-2»                                        |              | 0:24     |  |
| 33.                                                         | «Substitute for Gentleness»                  |              | 0:26     |  |
| 34.                                                         | «D-4»                                        |              | 0:25     |  |
| 35.                                                         | «D-5»                                        |              | 0:22     |  |
| 36.                                                         | «D-6»                                        |              | 0:28     |  |
| 37.                                                         | «D-7»                                        |              | 0:41     |  |
| 38.                                                         | «D-8»                                        |              | 0:34     |  |
| 39.                                                         | «D-8»                                        |              | 0:27     |  |
| 40.                                                         | «D-9»                                        |              | 0:38     |  |
| 41.                                                         | «D-10»                                       |              | 0:46     |  |
| 42.                                                         | «D-11»                                       |              | 0:33     |  |

| Lista de canciones: Neon Genesis Evangelion: S² Works (CD3) |                                                                  |          |  |
| N.º                                                         | Título                                                           | Duración |  |
| 1.                                                          | «Decisive Battle»                                                | 2:25     |  |
| 2.                                                          | «Spending Time in Preparation» (Rhythm Only)                     | 2:24     |  |
| 3.                                                          | «E-2»                                                            | 1:55     |  |
| 4.                                                          | «Without Brass»                                                  | 1:14     |  |
| 5.                                                          | «EVA-01»                                                         | 2:49     |  |
| 6.                                                          | «EVA-02»                                                         | 2:00     |  |
| 7.                                                          | «EVA-00»                                                         | 1:51     |  |
| 8.                                                          | «E-5 Rhythm Only»                                                | 1:50     |  |
| 9.                                                          | «The Beast» (Fast Tempo)                                         | 1:40     |  |
| 10.                                                         | «Harbinger of Tragedy» (Fast Tempo/Rhythm Only)                  | 1:40     |  |
| 11.                                                         | «Angel Attack»                                                   | 2:32     |  |
| 12.                                                         | «Marking Time, Waiting For Death»                                | 2:44     |  |
| 13.                                                         | «Pleasure Principle»                                             | 3:50     |  |
| 14.                                                         | «A Step Forward Into Terror»                                     | 1:55     |  |
| 15.                                                         | «E-9 Without Intro Fanfare»                                      | 1:39     |  |
| 16.                                                         | «E-9 Rhythm Only»                                                | 1:38     |  |
| 17.                                                         | «E-10»                                                           | 2:35     |  |
| 18.                                                         | «E-10 Rhythm Only»                                               | 2:35     |  |
| 19.                                                         | «E-11»                                                           | 1:56     |  |
| 20.                                                         | «F-0»                                                            | 0:09     |  |
| 21.                                                         | «F-0 Without Speech»                                             | 0:09     |  |
| 22.                                                         | «F-0 Only Speech»                                                | 0:07     |  |
| 23.                                                         | «F-1»                                                            | 0:09     |  |
| 24.                                                         | «F-1 Without Speech»                                             | 0:09     |  |
| 25.                                                         | «F-1 Speech Only»                                                | 0:08     |  |
| 26.                                                         | «F-2» (Next Episode)                                             | 0:33     |  |
| 27.                                                         | «F-2 Light Version»                                              | 0:33     |  |
| 28.                                                         | «F-4»                                                            | 0:07     |  |
| 29.                                                         | «Title Speech A-Type»                                            | 0:32     |  |
| 30.                                                         | «Title Speech B-Type»                                            | 0:19     |  |
| 31.                                                         | «A-13 A-Type»                                                    | 2:09     |  |
| 32.                                                         | «A-13 Crime of Innocence» (B-Type)                               | 2:28     |  |
| 33.                                                         | «A-13 Hostility Restrain» (C-Type)                               | 1:39     |  |
| 34.                                                         | «A-13 D-Type»                                                    | 1:25     |  |
| 35.                                                         | «A-13 E-Type»                                                    | 1:33     |  |
| 36.                                                         | «Rei III»                                                        | 3:44     |  |
| 37.                                                         | «A-14 Fast Tempo»                                                | 2:45     |  |
| 38.                                                         | «She said, "Don't make others suffer for your personal hatred."» | 1:56     |  |
| 39.                                                         | «A-15 Rhythm Only»                                               | 1:56     |  |
| 40.                                                         | «A-15 Drums»                                                     | 1:54     |  |
| 41.                                                         | «A-15 Slow Tempo»                                                | 2:00     |  |
| 42.                                                         | «A-15 Slow Tempo/Rhythm Only»                                    | 2:00     |  |
| 43.                                                         | «A-15 Slow Tempo/Drums»                                          | 1:58     |  |
| 44.                                                         | «A-16»                                                           | 1:35     |  |
| 45.                                                         | «A-16 Rhythm Only»                                               | 1:33     |  |
| 46.                                                         | «A-16 Background Music II» (Strings)                             | 1:33     |  |

| Lista de canciones: Neon Genesis Evangelion: S² Works (CD4) |                                                  |              |          |  |
| N.º                                                         | Título                                           | Escritor(es) | Duración |  |
| 1.                                                          | «A Moment When Tension Breaks»                   |              | 4:11     |  |
| 2.                                                          | «B-21» (Rhythm Only)                             |              | 4:11     |  |
| 3.                                                          | «B-21» (Guitar and Piano)                        |              | 4:11     |  |
| 4.                                                          | «B-21» (Fast Tempo)                              |              | 3:54     |  |
| 5.                                                          | «B-21» (Fast Tempo/Rhythm Only)                  |              | 3:54     |  |
| 6.                                                          | «B-21» (Fast Tempo/Guitar and Piano)             |              | 3:51     |  |
| 7.                                                          | «B-22» (A-Type)                                  | Bart Howard  | 2:19     |  |
| 8.                                                          | «B-22» (B-Type)                                  | Bart Howard  | 2:35     |  |
| 9.                                                          | «B-22» (C-Type)                                  | Bart Howard  | 2:18     |  |
| 10.                                                         | «C-55» (A-Type)                                  |              | 1:49     |  |
| 11.                                                         | «C-55» (B-Type)                                  |              | 1:56     |  |
| 12.                                                         | «C-55» (C-Type)                                  |              | 2:06     |  |
| 13.                                                         | «C-55 Three of Me, One of Someone else» (D-Type) |              | 2:19     |  |
| 14.                                                         | «C-55» (E-Type)                                  |              | 2:11     |  |
| 15.                                                         | «F-Type»                                         |              | 1:46     |  |
| 16.                                                         | «E-12»                                           |              | 2:19     |  |
| 17.                                                         | «E-12» (Rhythm Only)                             |              | 2:18     |  |
| 18.                                                         | «Thanatos»                                       |              | 3:30     |  |
| 19.                                                         | «E-13» (Rhythm Only)                             |              | 3:27     |  |
| 20.                                                         | «E-14»                                           |              | 2:31     |  |
| 21.                                                         | «E-14» (Rhythm Only)                             |              | 2:30     |  |
| 22.                                                         | «Magmadiver»                                     |              | 2:24     |  |
| 23.                                                         | «E-15» (Rhythm Only)                             |              | 2:09     |  |
| 24.                                                         | «E-15» (Fast Tempo)                              |              | 1:02     |  |
| 25.                                                         | «E-15» (Fast Tempo/Rhythm Only)                  |              | 0:58     |  |
| 26.                                                         | «The Beast II»                                   |              | 2:19     |  |
| 27.                                                         | «E-16» (Rhythm Only)                             |              | 2:18     |  |
| 28.                                                         | «Normal Blood» (Fast Tempo)                      |              | 1:57     |  |
| 29.                                                         | «E-16» (Fast tempo/Rhythm only)                  |              | 1:54     |  |

| Lista de canciones: Neon Genesis Evangelion: S² Works (CD5) |                                                                 |                       |          |  |
| N.º                                                         | Título                                                          | Escritor(es)          | Duración |  |
| 1.                                                          | «F-3» (Take 1)                                                  | Johann Sebastian Bach | 1:32     |  |
| 2.                                                          | «F-3 CHILDHOOD MEMORIES, SHUT AWAY» (Take 2)                    | Bach                  | 0:37     |  |
| 3.                                                          | «A Cruel Angel's Thesis»                                        | Hidetoshi Satō        | 2:31     |  |
| 4.                                                          | «OP-1» (Strings)                                                | Satō                  | 2:17     |  |
| 5.                                                          | «OP-1 THE HEADY FEELING OF FREEDOM» (Strings/Slow Tempo)        | Satō                  | 1:50     |  |
| 6.                                                          | «OP-2» (A-Type)                                                 | Satō                  | 1:21     |  |
| 7.                                                          | «OP-2» (B-Type)                                                 | Satō                  | 1:48     |  |
| 8.                                                          | «OP-2» (C-Type)                                                 | Satō                  | 1:57     |  |
| 9.                                                          | «OP-2 Good, or Don't Be.» (D-Type)                              | Satō                  | 1:23     |  |
| 10.                                                         | «ED-1» (A-Type)                                                 | Bart Howard           | 1:49     |  |
| 11.                                                         | «ED-1» (B-Type)                                                 | Bart Howard           | 1:56     |  |
| 12.                                                         | «A-4 A Fragile Ego Border» (Different Version)                  |                       | 2:11     |  |
| 13.                                                         | «A-4 Honeymoon with Anxiety» (Zakazaka Version)                 |                       | 1:38     |  |
| 14.                                                         | «A-4» (Strings Version)                                         |                       | 1:21     |  |
| 15.                                                         | «A-4» (Lonely Version)                                          |                       | 1:26     |  |
| 16.                                                         | «A-4»                                                           |                       | 1:27     |  |
| 17.                                                         | «A-4» (Lonely Version/With Piano/Melody Unison)                 |                       | 1:27     |  |
| 18.                                                         | «A-4 Reliance Leading to Falsehood» (Violin Solo)               |                       | 1:48     |  |
| 19.                                                         | «A-4» (Piano Solo)                                              |                       | 2:09     |  |
| 20.                                                         | «A-4» (Piano/Normal Version)                                    |                       | 1:17     |  |
| 21.                                                         | «A-4» (Piano/Lonely Version)                                    |                       | 1:22     |  |
| 22.                                                         | «A-4 Opening of Dream» (Piano/Omakase Version)                  |                       | 1:27     |  |
| 23.                                                         | «E-13» (Short Piece 1)                                          |                       | 2:06     |  |
| 24.                                                         | «E-13» (Short Piece 2/With Piano)                               |                       | 2:05     |  |
| 25.                                                         | «E-13» (Short Piece 2/Without Piano)                            |                       | 2:05     |  |
| 26.                                                         | «E-13 Tears Toward Oneself» (Short Piece/Fast Tempo/With Piano) |                       | 2:07     |  |
| 27.                                                         | «E-13» (Short Piece/Fast Tempo/Without Piano)                   |                       | 2:07     |  |
| 28.                                                         | «E-13 Substitute Invasion» (Rhythm Only/Modified Version)       |                       | 3:29     |  |
| 29.                                                         | «M-2»                                                           |                       | 3:03     |  |
| 30.                                                         | «M-3 The Passage of Emptiness»                                  |                       | 6:17     |  |
| 31.                                                         | «M-3 Suite»                                                     |                       | 0:51     |  |
| 32.                                                         | «M-4 Escape to The Beginning»                                   |                       | 4:58     |  |
| 33.                                                         | «M-4 Emergency Evacuation to Regression» (Chorus Only)          |                       | 4:15     |  |
| 34.                                                         | «M-5»                                                           |                       | 3:45     |  |

| Lista de canciones: Neon Genesis Evangelion: S² Works (CD6) |                                                                   |                                          |          |  |
| N.º                                                         | Título                                                            | Escritor(es)                             | Duración |  |
| 1.                                                          | «M-6 Slow Tempo»                                                  |                                          | 2:53     |  |
| 2.                                                          | «M-6 Slow Tempo/Without Guitar»                                   |                                          | 2:52     |  |
| 3.                                                          | «M-6 Slow Tempo/Rhythm Only»                                      |                                          | 2:53     |  |
| 4.                                                          | «M-6 Fast Tempo»                                                  |                                          | 2:20     |  |
| 5.                                                          | «M-6 Fast Tempo/Without Guitar»                                   |                                          | 2:19     |  |
| 6.                                                          | «M-6 Fast Tempo/Rhythm Only (Old Version)»                        |                                          | 2:18     |  |
| 7.                                                          | «M-6 Fast Tempo/Rhythm Only» (Interference of Others)             |                                          | 2:19     |  |
| 8.                                                          | «M-6 Fast Tempo/Modified Version» (The End of Midsummer)          |                                          | 2:21     |  |
| 9.                                                          | «M-7B» (False Regeneration)                                       |                                          | 2:28     |  |
| 10.                                                         | «M-7B Without Woodwinds»                                          |                                          | 2:28     |  |
| 11.                                                         | «M-7B New Mix» (False Regeneration)                               |                                          | 2:28     |  |
| 12.                                                         | «M-8»                                                             |                                          | 2:26     |  |
| 13.                                                         | «M-8 Chorus Delay»                                                |                                          | 2:26     |  |
| 14.                                                         | «M-9»                                                             |                                          | 6:48     |  |
| 15.                                                         | «M-9 Modified Version» (Expansion of Blockage)                    |                                          | 6:52     |  |
| 16.                                                         | «M-10» (Komm, süsser Tod (Single Version))                        | Shirō Sagisu/Hideaki Anno/Mike Wyzgowski | 7:55     |  |
| 17.                                                         | «M-10 Director's Edit Version» (Komm, süsser Tod (Album Version)) | Sagisu/Anno/Wyzgowski                    | 7:45     |  |
| 18.                                                         | «M-11» (Everything you've ever dreamed)                           | Sagisu/Wyzgowski                         | 6:42     |  |

| Lista de canciones: Neon Genesis Evangelion: S² Works (Bonus CD) |                                                                                              |                       |          |  |
| N.º                                                              | Título                                                                                       | Escritor(es)          | Duración |  |
| 1.                                                               | «Cello Tuning»                                                                               |                       | 0:26     |  |
| 2.                                                               | «Suiten für Violoncello solo Nr. 1 G-Dur, BWV 1007 1. Vorspiel»                              | Bach                  | 0:43     |  |
| 3.                                                               | «DVOŘÁK: Original Complete Version»                                                          | Antonín Dvořák        | 0:33     |  |
| 4.                                                               | «Violin Tuning»                                                                              |                       | 0:23     |  |
| 5.                                                               | «Partita III für Violinesolo E-Dur, BWV 1006 3. Gavotte en Rondeau»                          | Bach                  | 0:22     |  |
| 6.                                                               | «Viola Tuning»                                                                               |                       | 1:10     |  |
| 7.                                                               | «Tuning Panorama» ("Tuning to Imperfection" (未了への、調律 Miryō he no, Chōritsu?)          |                       | 0:18     |  |
| 8.                                                               | «Kanon D-Dur»                                                                                | Johann Pachelbel      | 5:08     |  |
| 9.                                                               | «Kanon D-Dur (Double Quintet)»                                                               | Pachelbel             | 5:07     |  |
| 10.                                                              | «'Kanon D-Dur (Quintet)»                                                                     | Pachelbel             | 5:01     |  |
| 11.                                                              | «Kanon D-Dur (Quintet/No Harpsichord)»                                                       | Pachelbel             | 5:01     |  |
| 12.                                                              | «II. Air (Orchestral Suite No. 3 in D Major, BWV 1068) (Slow Tempo)»                         | Bach                  | 3:57     |  |
| 13.                                                              | «II. Air (Orchestral Suite No. 3 in D Major, BWV 1068)»                                      | Bach                  | 3:23     |  |
| 14.                                                              | «Jesus bleibet meine Freude (Herz und Mund und Tat und Leben, BWV 147) (Strings/Fast Tempo)» | Bach                  | 3:10     |  |
| 15.                                                              | «Jesus bleibet meine Freude (Herz und Mund und Tat und Leben, BWV 147) (Strings)»            | Bach                  | 3:47     |  |
| 16.                                                              | «M-10 Without Intro/A-Type»                                                                  | Sagisu/Anno/Wyzgowski | 7:05     |  |
| 17.                                                              | «M-10 Without Intro/B-Type»                                                                  | Sagisu/Anno/Wyzgowski | 7:04     |  |
| 18.                                                              | «M-13 Take 1 (Unfinished)»                                                                   |                       | 6:16     |  |
| 19.                                                              | «M-13 Take 2 (Unfinished)»                                                                   |                       | 6:16     |  |
| 20.                                                              | «M-14 (Unedited)»                                                                            |                       | 2:16     |  |
| 21.                                                              | «M-14 Second Half (Unedited)»                                                                |                       | 0:36     |  |
| 22.                                                              | «M-15 (Unfinished)»                                                                          |                       | 4:08     |  |
| 23.                                                              | «THANATOS –IF I CAN'T BE YOURS–»                                                             | Sagisu/MASH           | 4:51     |  |

### Music from Evangelion: 1.0 You Are (Not) Alone
Music from Evangelion: 1.0 You Are (Not) Alone es el primer álbum de la banda sonora de la película Evangelion: 1.0 You Are (Not) Alone, y fue compuesto por Shirō Sagisu. Este álbum llegó hasta la posición veintiocho de la base de datos de Oricon, además de seis apariciones en total. Todas los temas del álbum están en su versión completa, sin recortes cinematográficos. La mayoría son nuevas versiones de la música de fondo del anime. La música fue grabada por London Studio Orchestra en Abbey Road Studios de Londres, Inglaterra.
El álbum se lanzó el 25 de septiembre de 2007 por Starchild. Sus productores ejecutivos fueron Hideaki Anno y Toshimichi Otsuki, mientras que Shiro Sagisu fue el productor musical, además de su compositor y director.

| Lista de canciones: Music from Evangelion: 1.0 You Are (Not) Alone |                                  |          |  |
| N.º                                                                | Título                           | Duración |  |
| 1.                                                                 | «L'Attaque des Anges»            | 2:34     |  |
| 2.                                                                 | «I'll Go On Lovin' Someone Else» | 3:13     |  |
| 3.                                                                 | «Premiere Manœuvre»              | 2:54     |  |
| 4.                                                                 | «Staggering Yet»                 | 2:01     |  |
| 5.                                                                 | «Les Bêtes»                      | 2:11     |  |
| 6.                                                                 | «Crépuscule-Tokyo III»           | 1:39     |  |
| 7.                                                                 | «Cruel Dilemme»                  | 2:47     |  |
| 8.                                                                 | «The Longest Day»                | 3:00     |  |
| 9.                                                                 | «Contre Les Agressions»          | 2:02     |  |
| 10.                                                                | «Showdown»                       | 2:02     |  |
| 11.                                                                | «Mecanisme de Defense»           | 2:44     |  |
| 12.                                                                | «Cruel Dilemme II»               | 3:15     |  |
| 13.                                                                | «Rei-Opus IV»                    | 2:24     |  |
| 14.                                                                | «The Longest Day II»             | 2:20     |  |
| 15.                                                                | «Lucifer's Cry»                  | 2:47     |  |
| 16.                                                                | «Cruel Dilemme III»              | 2:28     |  |
| 17.                                                                | «Stratégie Yashima»              | 2:25     |  |
| 18.                                                                | «The Longest Day III»            | 2:14     |  |
| 19.                                                                | «Danse des Lucioles»             | 1:48     |  |
| 20.                                                                | «Bataille Décisive»              | 4:45     |  |
| 21.                                                                | «Angel of Doom»                  | 3:51     |  |
| 22.                                                                | «Rei-Opus V»                     | 3:00     |  |
| 23.                                                                | «Trailer Eva Special»            | 1:51     |  |
| 24.                                                                | «EM17 Demo 17»                   | 2:07     |  |
| 25.                                                                | «EM21 Demo 21»                   | 3:37     |  |
| 26.                                                                | «Cruel Dilemme IV (Guit_C)»      | 1:53     |  |

### Evangelion: 1.0 You Are (Not) Alone Original Soundtrack
Evangelion: 1.0 You Are (Not) Alone Original Soundtrack es el segundo álbum de banda sonora de la película de 2007 Evangelion: 1.0 You Are (Not) Alone. Contiene música compuesta por Shirō Sagisu, además de dos canciones interpretadas por Hikaru Utada y tres temas extras (aunque no usados en la película) cantados por Kotono Mitsuishi, la seiyuu de  Misato Katsuragi.
La primera edición presenta una carátula blanca con Evangelion: 1.0 escrito en ella. London Studio Orchestra interpretó la banda sonora, que fue grabada en Abbey Road Studios, y los productores fueron Hideaki Anno y Toshimichi Otsuki. Su cima fue el puesto n.º 39 de la lista de álbumes de Oricon, donde hizo 9 apariciones en total.
Starchild lo lanzó el 25 de mayo de 2008 con el número de catálogo KICA 886.
| Lista de canciones: Evangelion: 1.0 You Are (Not) Alone Original Soundtrack |                                                  |          |  |
| N.º                                                                         | Título                                           | Duración |  |
| 1.                                                                          | «Fly Me to the Moon (In Other Words) -2007 MIX-» | 3:25     |  |
| 2.                                                                          | «EM01#070720»                                    | 1:30     |  |
| 3.                                                                          | «EM02#070720»                                    | 2:28     |  |
| 4.                                                                          | «EMA_13_C»                                       | 0:17     |  |
| 5.                                                                          | «EM03_Edit#070705»                               | 2:37     |  |
| 6.                                                                          | «EM11#070720»                                    | 1:59     |  |
| 7.                                                                          | «EM05B#070720»                                   | 2:31     |  |
| 8.                                                                          | «EM06#070720»                                    | 1:25     |  |
| 9.                                                                          | «EM07_B16_Edit#070705»                           | 1:14     |  |
| 10.                                                                         | «EM08_B17_Edit#070705»                           | 0:50     |  |
| 11.                                                                         | «EM09A_NewPiano_Edit#070705»                     | 2:12     |  |
| 12.                                                                         | «EM10A_Edit#070705»                              | 1:37     |  |
| 13.                                                                         | «EM04A_Short#070720»                             | 1:06     |  |
| 14.                                                                         | «EM05A#070720»                                   | 2:00     |  |
| 15.                                                                         | «EM13#070720»                                    | 1:28     |  |
| 16.                                                                         | «EM16_Normal_Edit#070705»                        | 1:54     |  |
| 17.                                                                         | «EMA_13_A»                                       | 0:24     |  |
| 18.                                                                         | «EMA_13_B#070705»                                | 0:45     |  |
| 19.                                                                         | «EM15_C05_E#070705»                              | 1:26     |  |
| 20.                                                                         | «B01_Guit_A_PreMix#070705»                       | 1:36     |  |
| 21.                                                                         | «EM17_Edit#070705»                               | 2:45     |  |
| 22.                                                                         | «EM18_Rhythm03_Premix#070705»                    | 1:39     |  |
| 23.                                                                         | «EM10B_Edit#070705»                              | 0:57     |  |
| 24.                                                                         | «EM20_Rhythm_Premix#070705»                      | 0:46     |  |
| 25.                                                                         | «EM10B_Full_#070807»                             | 1:14     |  |
| 26.                                                                         | «EM10_C_Long_Premix#070705»                      | 1:51     |  |
| 27.                                                                         | «EM19_Premix#070705»                             | 0:59     |  |
| 28.                                                                         | «EM20#070720»                                    | 3:54     |  |
| 29.                                                                         | «EM21_Premix#070705»                             | 3:50     |  |
| 30.                                                                         | «EM09_Piano_D»                                   | 1:26     |  |
| 31.                                                                         | «Beautiful World»                                | 5:15     |  |
| 32.                                                                         | «EMF02_Edit#070705»                              | 0:37     |  |
| 33.                                                                         | «EMC_01_Nu»                                      | 0:57     |  |
| 34.                                                                         | «EM09_Piano_D_Full"»                             | 2:46     |  |
| 35.                                                                         | «EM20_Rhythm_Full»                               | 3:51     |  |
| 36.                                                                         | «You are the only one»                           | 4:04     |  |
| 37.                                                                         | «蒼いレジェンド»                                 | 4:34     |  |
| 38.                                                                         | «FALL in STAR»                                   | 4:30     |  |

### Evangelion: 2.0 You Can (Not) Advance Original Soundtrack
Evangelion: 2.0 You Can (Not) Advance Original Soundtrack es el álbum de banda sonora de la película de 2009 Evangelion: 2.0 You Can (Not) Advance. Alcanzó el puesto 8 en la lista de álbumes Oricon, donde estuvo un total de 16 semanas. La música compuesta por Shirō Sagisu e interpretada por London Studio Orchestra además de un coro mixto. Los productores ejecutivos fueron Hideaki Anno y Toshimichi Otsuki, mientras que Shiro Sagisu usó el teclado y arregló dos canciones extras.
Starchild lanzó el 8 de julio de 2009 en un álbum único (número de catálogo KICA 985) con la música usada en la película, y una edición especial (KICA 983/4). Esta última incluye un disco adicional con los temas sin editar, un folleto con comentarios de Shirō Sagisu, además de fragmentos de las partituras y, en su primera tanda, un estuche de plástico naranjo y una tarjeta.
| Lista de canciones: Evangelion: 2.0 You Can (Not) Advance Original Soundtrack (CD1) | |                 |                  |          |  |
| N.º                                                                                 | Título | Letras          | Música           | Duración |  |
| 1.                                                                                  | «2EM01_B01 At The Very Beginning»                                                                              |                 |                  | 2:37     |  |
| 2.                                                                                  | «2EM03_0908»                                                                                                   |                 |                  | 0:59     |  |
| 3.                                                                                  | «2EM04_E4» |                 |                  | 1:42     |  |
| 4.                                                                                  | «2EM05_KK_B09»                                                                                                 |                 |                  | 1:04     |  |
| 5.                                                                                  | «2EM06_KK_B16»                                                                                                 |                 |                  | 0:08     |  |
| 6.                                                                                  | «2EM07_KK_B09_InDoor»                                                                                          |                 |                  | 1:04     |  |
| 7.                                                                                  | «2EM08_B17» |                 |                  | 0:43     |  |
| 8.                                                                                  | «2EM09_YAMASHITA»                                                                                              |                 | Takayuki Inoue   | 1:21     |  |
| 9.                                                                                  | «2EM10_KK_C01_AddGuit»                                                                                         |                 |                  | 1:39     |  |
| 10.                                                                                 | «2EM11_B16» |                 |                  | 1:42     |  |
| 11.                                                                                 | «2EM12_KK_A09»                                                                                                 |                 |                  | 1:35     |  |
| 12.                                                                                 | «2EM13_EM20_Alterna»                                                                                           |                 |                  | 1:56     |  |
| 13.                                                                                 | «2EM14_EM10C»                                                                                                  |                 |                  | 1:06     |  |
| 14.                                                                                 | «2EM15_0938 Destiny»                                                                                           |                 |                  | 2:21     |  |
| 15.                                                                                 | «2EM16_0944 Fate»                                                                                              |                 |                  | 1:40     |  |
| 16.                                                                                 | «2EM17_KK_A08»                                                                                                 |                 |                  | 1:35     |  |
| 17.                                                                                 | «2EM18_KK_C01»                                                                                                 |                 |                  | 2:21     |  |
| 18.                                                                                 | «2EM19_Sor: Variations on a Theme of Mozart»                                                                   |                 |                  | 1:00     |  |
| 19.                                                                                 | «2EM20_KK_A09_Kuriya»                                                                                          |                 |                  | 1:47     |  |
| 20.                                                                                 | «2EM21_KK_C01_Str+AcGuit»                                                                                      |                 |                  | 2:26     |  |
| 21.                                                                                 | «2EM22_KK_A08_Orche»                                                                                           |                 |                  | 2:07     |  |
| 22.                                                                                 | «2EM25_Piano_Nu»                                                                                               |                 |                  | 1:37     |  |
| 23.                                                                                 | «2EM26_EM05B»                                                                                                  |                 |                  | 0:32     |  |
| 24.                                                                                 | «2EM28_EM13»                                                                                                   |                 |                  | 0:51     |  |
| 25.                                                                                 | «2EM29_E5» |                 |                  | 2:00     |  |
| 26.                                                                                 | «Today is the Time for Goodbye» (Performed by Megumi HayashibaraArrangement by Motoki Funayama & Shirō Sagisu) | Shōichi Kaneko  | Shōichi Kaneko   | 2:43     |  |
| 27.                                                                                 | «2EM31_0948 In My Spirit»                                                                                      |                 |                  | 2:22     |  |
| 28.                                                                                 | «2EM32_0910 Keep Your Head Above The Mayhem»                                                                   |                 |                  | 1:34     |  |
| 29.                                                                                 | «2EM33_0902 The Final Decision We All Must Take»                                                               |                 |                  | 3:29     |  |
| 30.                                                                                 | «2EM34_E13» |                 |                  | 2:00     |  |
| 31.                                                                                 | «2EM35_Nu02 Carnage»                                                                                           |                 |                  | 1:38     |  |
| 32.                                                                                 | «2EM36_E16» |                 |                  | 2:10     |  |
| 33.                                                                                 | «Give Me Wings» (Performed by Megumi Hayashibara, Arrangement by Motoki Funayama & Shirō Sagisu)               | Michio Yamagami | Kunihiko Murai   | 4:51     |  |
| 34.                                                                                 | «2EM38_F02» |                 |                  | 0:46     |  |
| 35.                                                                                 | «Don't Turn Around» (Performed by The Peanuts)                                                                 | Tokiko Iwatani  | Hiroshi Miyagawa | 2:55     |  |
| 36.                                                                                 | «Season of Love» (Performed by Yōko Kon & Pinky & Killers)                                                     | Tokiko Iwatani  | Taku Izumi       | 3:22     |  |

| Lista de canciones: Evangelion: 2.0 You Can (Not) Advance Original Soundtrack (CD2) (Special Edition) | |                 |                |                                                           |          |  |
| N.º                                                                                                   | Título | Letras          | Música         | English Translation (if applicable)                       | Duración |  |
| 1. | «At The Very Beginning (2EM01)» |                 |                |                                                           | 3:16     |  |
| 2. | «L'Agresseur (2EM03)» |                 |                | The Aggressor                                             | 2:38     |  |
| 3. | «Ambassadrice Rouge (2EM04)» |                 |                | The Red Ambassadress                                      | 1:59     |  |
| 4. | «Des Cordes: opus 1 (2EM18)» |                 |                | Strings: Opus 1                                           | 3:20     |  |
| 5. | «Destiny (2EM15)» |                 |                |                                                           | 2:52     |  |
| 6. | «Fate (2EM16)» |                 |                |                                                           | 3:36     |  |
| 7. | «Robe des Champs (2EM20)» |                 |                | Field Dress                                               | 1:50     |  |
| 8. | «Des Cordes: opus 2 (2EM18)» |                 |                | Strings: Opus 2                                           | 3:15     |  |
| 9. | «Tranquillité (2EM25)» |                 |                | Tranquility                                               | 3:23     |  |
| 10.                                                                                                   | «Les Bêtes (2EM29)» |                 |                | The Beast                                                 | 3:26     |  |
| 11.                                                                                                   | «Tribute to Sound of Music (Kyō no Hi wa Sayōnara)» (Performed by Megumi Hayashibara, Arrangement by Motoki Funayama & Shirō Sagisu) | Shōichi Kaneko  | Shōichi Kaneko | Today is the Time for Goodbye – Tribute to Sound of Music | 3:40     |  |
| 12.                                                                                                   | «In My Spirit (2EM31)» |                 |                |                                                           | 3:14     |  |
| 13.                                                                                                   | «Keep Your Head Above The Mayhem (2EM32)»                                                                                            |                 |                |                                                           | 2:28     |  |
| 14.                                                                                                   | «Instabilité: Orchestre (2EM22)» |                 |                | Instability: Orchestra                                    | 3:30     |  |
| 15.                                                                                                   | «The Final Decision We All Must Take (2EM33)»                                                                                        |                 |                |                                                           | 4:14     |  |
| 16.                                                                                                   | «Evanescence: mouvement 1 (2EM34)»                                                                                                   |                 |                | Evanescence: Movement 1                                   | 0:45     |  |
| 17.                                                                                                   | «Evanescence: mouvement 2 (2EM34)»                                                                                                   |                 |                | Evanescence: Movement 2                                   | 2:46     |  |
| 18.                                                                                                   | «Evanescence: mouvement 3 (2EM34)»                                                                                                   |                 |                | Evanescence: Movement 3                                   | 2:24     |  |
| 19.                                                                                                   | «Carnage (2EM35)» |                 |                |                                                           | 3:26     |  |
| 20.                                                                                                   | «Sin From Genesis (2EM36)» |                 |                |                                                           | 2:42     |  |
| 21.                                                                                                   | «Tribute to Sound of Music (Tsubasa wo Kudasai)» (Performed by Megumi Hayashibara, Arrangement by Motoki Funayama & Shirō Sagisu)    | Michio Yamagami | Kunihiko Murai | Give Me Wings – Tribute to Sound of Music                 | 6:11     |  |
| 22.                                                                                                   | «Instabilité: Piano Solo (2EM17)» |                 |                | Instability: Piano Solo                                   | 3:44     |  |
| 23.                                                                                                   | «Mellow 2009 (2EM18)» |                 |                |                                                           | 3:53     |  |

### Music from Evangelion: 3.0 You Can (Not) Redo
Music from Evangelion: 3.0 You Can (Not) Redo es el álbum de la banda sonora de Evangelion: 3.0 You Can (Not) Redo (2012). Su compositor es Shirō Sagisu.
| Lista de canciones: Music from Evangelion: 3.0 You Can (Not) Redo (CD1) |                                                   |          |  |
| N.º                                                                     | Título                                            | Duración |  |
| 1.                                                                      | «God's Message»                                   | 3:32     |  |
| 2.                                                                      | «The Ultimate Soldier»                            | 3:48     |  |
| 3.                                                                      | «Dark Defender»                                   | 3:44     |  |
| 4.                                                                      | «The Anthem»                                      | 4:59     |  |
| 5.                                                                      | «Out of the Dark»                                 | 3:53     |  |
| 6.                                                                      | «L'Apôtre de la Lune (2 Pianos)»                  | 3:44     |  |
| 7.                                                                      | «Quatre Mains (A Quatre Mains)»                   | 2:26     |  |
| 8.                                                                      | «Qui Veut Faire L'Ange Fait la Bête (Piano Solo)» | 3:53     |  |
| 9.                                                                      | «Trust»                                           | 3:11     |  |
| 10.                                                                     | «L'Apotre de la Lune (Orchestre Cordes)»          | 3:23     |  |
| 11.                                                                     | «Return to Ash»                                   | 4:31     |  |
| 12.                                                                     | «It Will Mean Victory»                            | 3:47     |  |
| 13.                                                                     | «Betrayal»                                        | 5:37     |  |
| 14.                                                                     | «Scarred and Battled»                             | 3:38     |  |
| 15.                                                                     | «From Beethoven 9»                                | 3:00     |  |
| 16.                                                                     | «The Wrath of God in All Its Fury»                | 3:40     |  |
| 17.                                                                     | «Tout Est Perplexe (Thème Q)»                     | 5:17     |  |
| 18.                                                                     | «God's Gift»                                      | 5:00     |  |
| 19.                                                                     | «Kindred Spirits (Thème Q)»                       | 2:29     |  |

| Lista de canciones: Music from Evangelion: 3.0 You Can (Not) Redo (CD2) |                                                         |          |  |
| N.º                                                                     | Título                                                  | Duración |  |
| 1.                                                                      | «Bataille D'Espace»                                     | 4:00     |  |
| 2.                                                                      | «Quiproquo 131 (2 Pianos)»                              | 1:28     |  |
| 3.                                                                      | «Serenity Amongst the Turmoil»                          | 3:32     |  |
| 4.                                                                      | «Quelconque 103 (Piano)»                                | 2:51     |  |
| 5.                                                                      | «Quiproquo 83 (2 Pianos)»                               | 2:13     |  |
| 6.                                                                      | «Quatre Mains (Chambre Cordes)»                         | 2:31     |  |
| 7.                                                                      | «Quiproquo 140 (Piano)»                                 | 2:42     |  |
| 8.                                                                      | «Long Slow Pain»                                        | 3:11     |  |
| 9.                                                                      | «Quelconque 56 Avec A4 (2 Pianos Plus)»                 | 3:23     |  |
| 10.                                                                     | «Quiproquo 131 (Orchestre)»                             | 2:19     |  |
| 11.                                                                     | «Qui Veut Faire L'Ange Fait la Bête (Piano Capricieux)» | 2:51     |  |
| 12.                                                                     | «Thème Q (Guitare)»                                     | 4:32     |  |
| 13.                                                                     | «Bande-Annonce (Garçons)»                               | 1:08     |  |
| 14.                                                                     | «Peaceful Times (Choeur)»                               | 0:51     |  |
| 15.                                                                     | «Famously...»                                           | 9:15     |  |